# مثلث رولو
مثلت رولو شکلی است که از تقاطع سه دیسک دایره‌ای تشکیل شده‌است که مرکز هر یک از دایره‌ها روی محل برخورد دو تای دیگر است. مرز آن خمی با پهنای ثابت است. به جز دایره، مثلث رولو ساده‌ترین و شناخته‌شده‌ترین خم با پهنای ثابت است. منظور از پهنای ثابت این است که فاصله هر دو خط موازی، بی‌توجه به جهت این خط‌ها، که با این منحنی مماس باشد یک‌سان است.
این شکل به یاد فرانتز رولو مهندس آلمانی قرن نوزدهم نام‌گذاری شده است. او در مطالعه ماشین‌هایی که نوعی از حرکت را به نوع دیگر تبدیل می‌کنند از پیشگامان بود و از مثلث رولو در کارهایش استفاده کرده بود.
البته قبل از زمان فرانتز رولو، این شکل به گونه‌ای شناخته شده بود. لئونارد اویلر اولین ریاضیدانی بود که وجود خمهای با پهنای ثابت را کشف کرد و دید که مثلث رولو پهنای ثابت دارد. این شکل همچنین در طراحی  پنجره‌های کلیساهای گوتیک دیده می‌شد، لئوناردو داوینچی نیز برای ترسیم نقشه از مثلث رولو بهره برده بود. مثلث رولو در شکلهای پیک گیتار، مداد، و مته برای ایجاد سوراخهای مربعی کاربرد دارد، بعلاوه در طراحی گرافیک برخی علائم و لوگوهای شرکتها دیده می‌شود.